# Fulvio Orsini

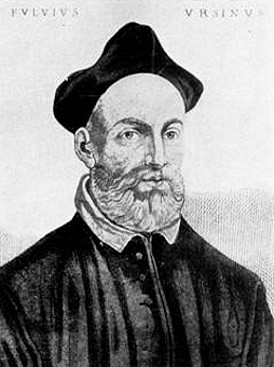
fulvio Orsini

Fulvio Orsini (11 december 1529 – 18 mei 1600) was een Italiaanse humanist, historicus en archeoloog. Hij was een telg van de beroemde familie Orsini, een in de middeleeuwen en renaissance zeer invloedrijke adellijke Italiaanse familie. De herkomst van de Orsini's gaat terug tot Ursus de Paro, van wie er sporen te vinden zijn in het Rome van 998.

## Biografie
Fulvio Orsini was een natuurlijk kind van waarschijnlijk Maerbale Orsini van de tak uit Mugano. Toen hij in 1539 door zijn vader in de steek werd gelaten, vond hij onderdak bij de koorknapen van de Sint-Jan van Lateranen. Hij werd opgemerkt door Gentili Delfini die zijn opleiding ter harte nam en hem introduceerde bij de Farneses. In 1544 stond hij op de lijst van het dienstpersoneel van kardinaal Alessandro Farnese. Kort daarop werd hij door Ranuccio Farnese aangesteld tot bibliothecaris van de bibliotheek in het Palazzo Farnese. In 1555 noemt Annibale Caro, de secretaris van Alessandro Farnese hem: "un giovane di molto merito, il quale è molto amico mio".
Hij heeft zelf een belangrijke verzameling van antiquiteiten en kunstwerken aangelegd die hij naliet aan kardinaal Odoardo Farnese, een neef van zijn beschermheer. Fulvio Orsini werd beschouwd als een van de prominentste kenners van antiquiteiten van Europa. Fulvio was bevriend met El Greco tijdens diens verblijf in Rome van 1570 tot 1577 en bezat van hem onder meer een Zicht op de berg Sinaï en het portret van Giulio Clovio. Hij bezat ook zelf een belangrijke bibliotheek die hij naliet aan de Biblioteca Vaticana.
Fulvio Orsini heeft zelf een aantal antieke teksten voor het eerst uitgegeven. Dankzij zijn goede relaties met Kardinaal Granvelle kon hij die werken laten drukken in de boekdrukkerij van Christoffel Plantijn in Antwerpen.
- Novem feminarum illustrium carmina, gedichten door vrouwen, Antwerpen, 1568;
- Verrius Flaccus;
- Uittreksels uit Festus op basis van fragmenten gevonden in de Farnese bibliotheek maar ook in Firenze door zijn vriend Piero Vettori, 1580;
- Julius Caesar;
- Arnobius, 1583;
- Virgilius, Virgilius collatione scriptorum graecorum illustratus, opera et industria Fulvii Ursini, Plantijn: Antwerpen 1567;
- Imagines et elogia virorum illustrium ex antiquis lapidibus et numismatibus eccpressa;
- Uittreksels uit de Byzantijnse encyclopedie van Constantijn VII Porphyrogennetos, waarvan de tekst in Spanje werd ontdekt door zijn vriend Antonio Agustín in de bibliotheek van de verzamelaar Juan Páez de Castro (Paccius).